# Vietravel Airlines
 (janvier 2021).
Open Your World (« ouvre ton monde ! »)
Vietravel Airlines est une compagnie aérienne privée vietnamienne fondée en 2019.  Le propriétaire est Vietravel Holdings, un conglomérat immobilier privé vietnamien. La compagnie aérienne sera opérationnelle le 16 janvier 2021.

## Historique
Vietravel Airlines, appartient au promoteur immobilier Vietravel Holdings, a été créé en 2019 avec un capital social de 700 milliards de dôngs (31,4 millions de dollars). L’Autorité de l’aviation civile du Vietnam (CAAV) le 24 décembre 2020 annoncé la remise à Vietavel Airlines d’un certificat de transporteur aérien (CTA), lui permettant ainsi de lancer des vols commerciaux.
La compagnie doit débuter ses opérations l’année prochaine à Hanoi avec des Airbus A321ceo .
Vietravel Airlines a commencé à vendre des billets à partir de midi le 1er février 2021.
Le 26 décembre 2020, la compagnie aérienne a lancé son premier vol entre Hanoï - Hô Chi Minh-Ville - Huế.
Les premières routes intérieures seront Hanoï - Hô Chi Minh-Ville, Hanoï - Huế, Hanoï - Phú Quốc, Hanoï - Nha Trang, Hô Chi Minh-Ville - Nha Trang.

## Flotte
En janvier 2021, la flotte de Vietravel Airlines est constituée de :